# Prosatín
Prosatín is een klein Moravisch dorp, kadastrale gemeente en deelgemeente in de Tsjechische gemeente Kuřimská Nová Ves. Prosatín telt 12 inwoners (2021).

## Geschiedenis
- 1390 – De eerste schriftelijke vermelding van Prosatín.
- 1990 – Prosatín wordt een zelfstandige gemeente, tot die tijd hoorde het bij de gemeente Blahoňov.
- 2002 – De gemeente Prosatín wordt geannexeerd door de gemeente Kuřimská Nová Ves.[2]